# Rio Grande da Serra
Rio Grande da Serra là một đô thị tại bang São Paulo, Brasil. Rio Grande da Serra được thành lập ngày 21 tháng 3 năm 1965. Đô thị này có diện tích 36,671 km², dân số năm 2007 là 39.270 người, mật độ dân số người/km². Đây là một đô thị thành phần của vùng đô thị São Paulo. Đô thị này cách thủ phủ bang São Paulo 40 km, nằm ở độ cao 780 m. Khí hậu ở đây bán nhiệt đới. Theo thống kê năm 2000, đô thị này có chỉ số phát triển con người là 0,764, tỷ lệ biết đọc biết viết là 91,58, tuổi thọ bình quân là 69,93 năm. 

## Các đô thị giáp ranh
Đô thị này giáp các đô thị sau:
Ribeirão Pires, Suzano, Santo André. 

## Thông tin nhân khẩu
Dữ liệu dân số theo điều tra dân số năm 2000
Tổng dân số: 37.091
- Urbana: 37.091
- Rural: 0
- Homens: 18.467
- Mulheres: 18.624

Mật độ dân số (người/km²): 1010,65
Tỷ lệ tử vong trẻ sơ sinh dưới 1 tuổi (trên một triệu người): 18,38
Tuổi thọ bình quân (tuổi): 69,93
Tỷ lệ sinh (số trẻ trên mỗi bà mẹ): 2,40
Tỷ lệ biết đọc biết viết: 91,58%
Chỉ số phát triển con người (HDI-M): 0,764
- Chỉ số phát triển con người - Thu nhập: 0,654
- Chỉ số phát triển con người - Tuổi thọ: 0,749
- Chỉ số phát triển con người - Giáo dục: 0,890

(Nguồn: IPEA DATA)